# Śląska Wyższa Szkoła Informatyczno-Medyczna
Śląska Wyższa Szkoła Informatyczno-Medyczna (przed 2009 rokiem Śląska Wyższa Szkoła Informatyki) – polska niepubliczna uczelnia założona w 2002 roku, o profilu techniczno-informatycznym, z siedzibą Katowicach, a następnie w Chorzowie, postawiona w stan likwidacji 2 stycznia 2018 roku.

## Historia
Śląska Wyższa Szkoła Informatyki została powołana decyzją Ministra Edukacji Narodowej i Sportu (nr DSW - 3 - 4001 - 553/EKO/02_ z dnia 9 maja 2002 roku. Wpisana do Rejestru Szkół Wyższych pod nr 252. Jej siedziba znajdowała się w Katowicach, przy al. Wojciecha Korfantego 79. W 2006 roku, zgodnie z decyzją z 29 grudnia 2005 roku uczelnia przeniosła swoją siedzibę z Katowic do Chorzowa, gdzie dzierżawiła nieruchomość przy ul. Sportowej 21 od Miasta Chorzów; szkoła przeznaczyła ponad 0,5 mln zł na jej remonty oraz modernizację. Szkoła była współorganizatorem targów komputerowych Cybermania, które odbyły się od 23 do 24 czerwca 2007 roku w Chorzowie. Z dniem 2 stycznia 2018 roku uczelnia została postawiona w stan likwidacji. 

## Edukacja
Uczelnia w 2012 roku składała się z Wydziału Przyrodniczego oraz Wydziału Informatyki.
Kierunki:
- informatyka, studia pierwszego stopnia[2]
- grafika, studia drugiego stopnia[2]
- zdrowie publiczne, studia pierwszego stopnia[2]
- fizjoterapia[10], studia pierwszego stopnia[2]
- bezpieczeństwo i higiena pracy, studia pierwszego stopnia[2]

Na uczelni pracowali m.in.:
- Ewa Satalecka, była prorektorem szkoły w 2006 roku[11]
- Artur Frankowski, wykładał i prowadził warsztaty z typografii na kierunku grafika[11]
- Henryk Sakwerda, prowadził zajęcia z kaligrafii na kierunku grafika[11]